# Hugh Wardell-Yerburgh
Hugh Wardell-Yerburgh, né le 11 janvier 1938 et mort le 28 janvier 1970, est un rameur d'aviron britannique. 

## Carrière
Hugh Wardell-Yerburgh participe aux Jeux olympiques d'été de 1964 à Tokyo et remporte la médaille d'argent avec le quatre sans barreur  britannique composé de John Russell, William Barry et John James.